# Lunca Mureșului (Alba)
Lunca Mureșului (veraltet Cucerdea; ungarisch Székelykocsárd oder Kocsárd) ist eine rumänische Gemeinde im Kreis Alba in der Region Siebenbürgen.
Der Ort ist auch unter den rumänisch veralteten Bezeichnungen Cociard, Coceard und Cucerdea Secuiască; den ungarischen Vasútállomása und Războieni néven bekannt.

## Geographische Lage

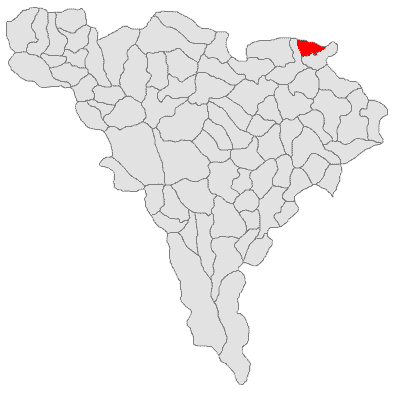
Lage der Gemeinde Lunca Mureșului im Kreis Alba

Lunca Mureșului liegt im Nordosten des Kreises Alba, am Bach Grindu – einem rechten Zufluss des Mureș (Mieresch) – im Westen Siebenbürgens, an der Bahnstrecke Alba Iulia–Târgu Mureș. An der Kreisstraße (Drum județean) DJ 107F, liegt der Ort 11 Kilometer nordöstlich von Ocna Mureș (Miereschhall); die Kreishauptstadt Alba Iulia liegt etwa 55 Kilometer südwestlich von Lunca Mureșului entfernt.

## Geschichte
Nach Berichten von G. Téglás, G. Nagy und B. Orbán sind östlich des Ortes mehrere archäologische Gegenstände sowie eine Siedlung aus der Römerzeit – von den Einheimischen „Fântâna de Piatră“ (wörtlich „Steinbrunnen“, ung. Kökut) genannt – gefunden worden.
Der Ort ist ein Szeklerdorf, und wurde zum ersten Mal 1291 unter der Bezeichnung Terra Kikhard erwähnt.
Zur Zeit des Königreichs Ungarn gehörte die heutige Gemeinde dem Stuhlbezirk Felvinc in der Gespanschaft Torda-Aranyos, anschließend dem historischen Kreis Turda und ab 1950 dem heutigen Kreis Alba an. 
Die Hauptbeschäftigung der Bevölkerung sind die Landwirtschaft und die Viehzucht.

## Bevölkerung
Die Bevölkerung der Gemeinde entwickelte sich wie folgt:
| 1850 | 1.631 | 807   | 635   | - | 189            |
| 1900 | 2.134 | 990   | 1.138 | 6 | -              |
| 1977 | 2.821 | 1.702 | 1.042 | - | 77             |
| 2002 | 2.669 | 1.719 | 755   | - | 195            |
| 2011 | 2.404 | 1.458 | 596   | - | 350            |
| 2021 | 2.297 | 1.158 | 505   | - | 634 (436 Roma) |

Die höchste Einwohnerzahl der heutigen Gemeinde wurde 1977 ermittelt; die der Rumänen (1828) 2002, die der Ungarn (1259) 1920, die der Roma (436) 2021. Die höchste Anzahl der Deutschen (9) wurde 1890 und 1910 gezählt. Bei den Volkszählungen von 1880 wurden zwei Serben, 1890 ein Slowake und 1977 ein Ukrainer registriert.

## Sehenswürdigkeiten
- Die rumänisch-orthodoxe Holzkirche Pogorârea Sf. Duh și Sf. Arhangheli, 1723 errichtet, im 19. Jahrhundert umgebaut, steht unter Denkmalschutz.[8]

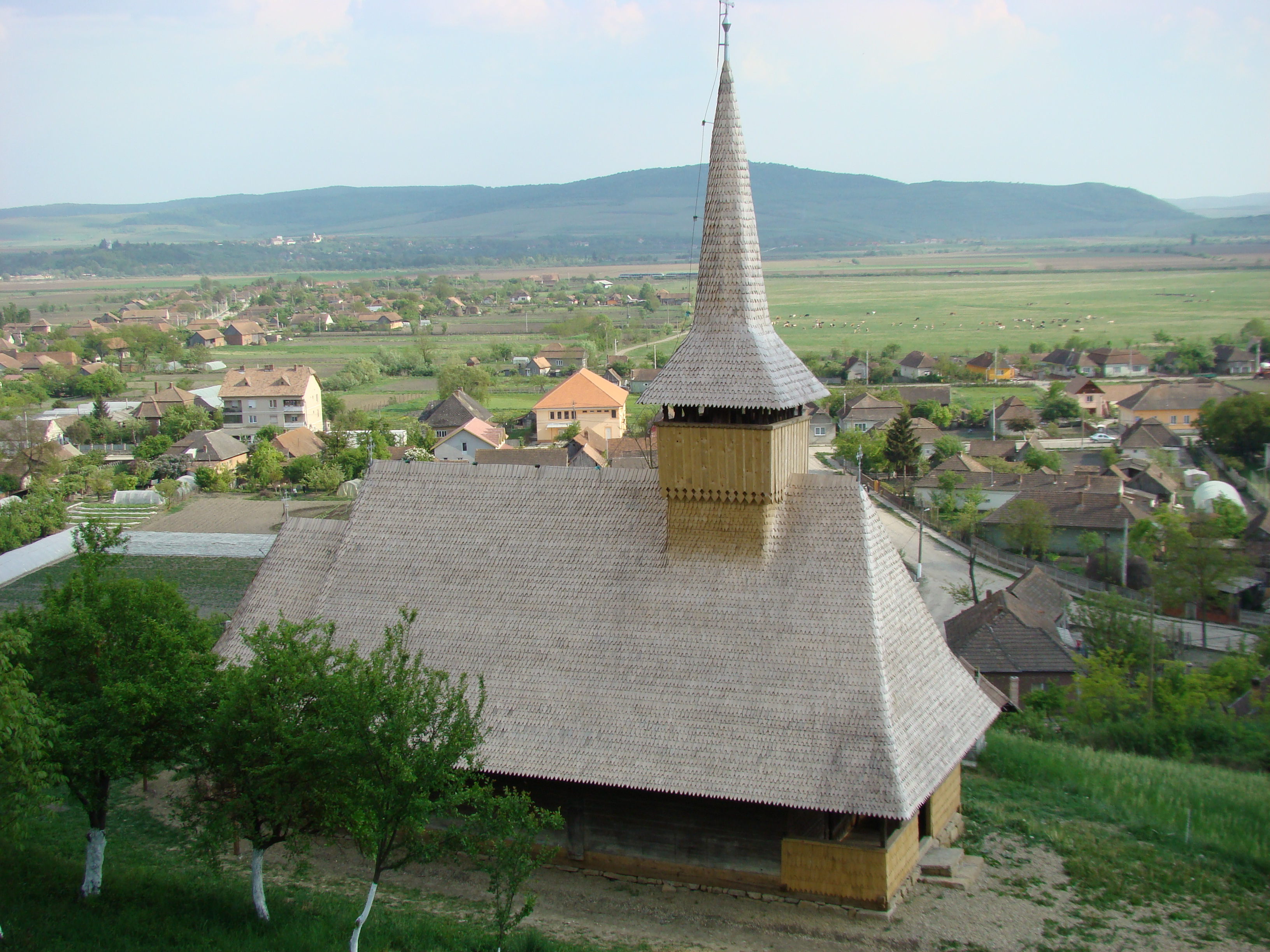
Rumänisch-orthodoxe Holzkirche in Lunca Mureșului
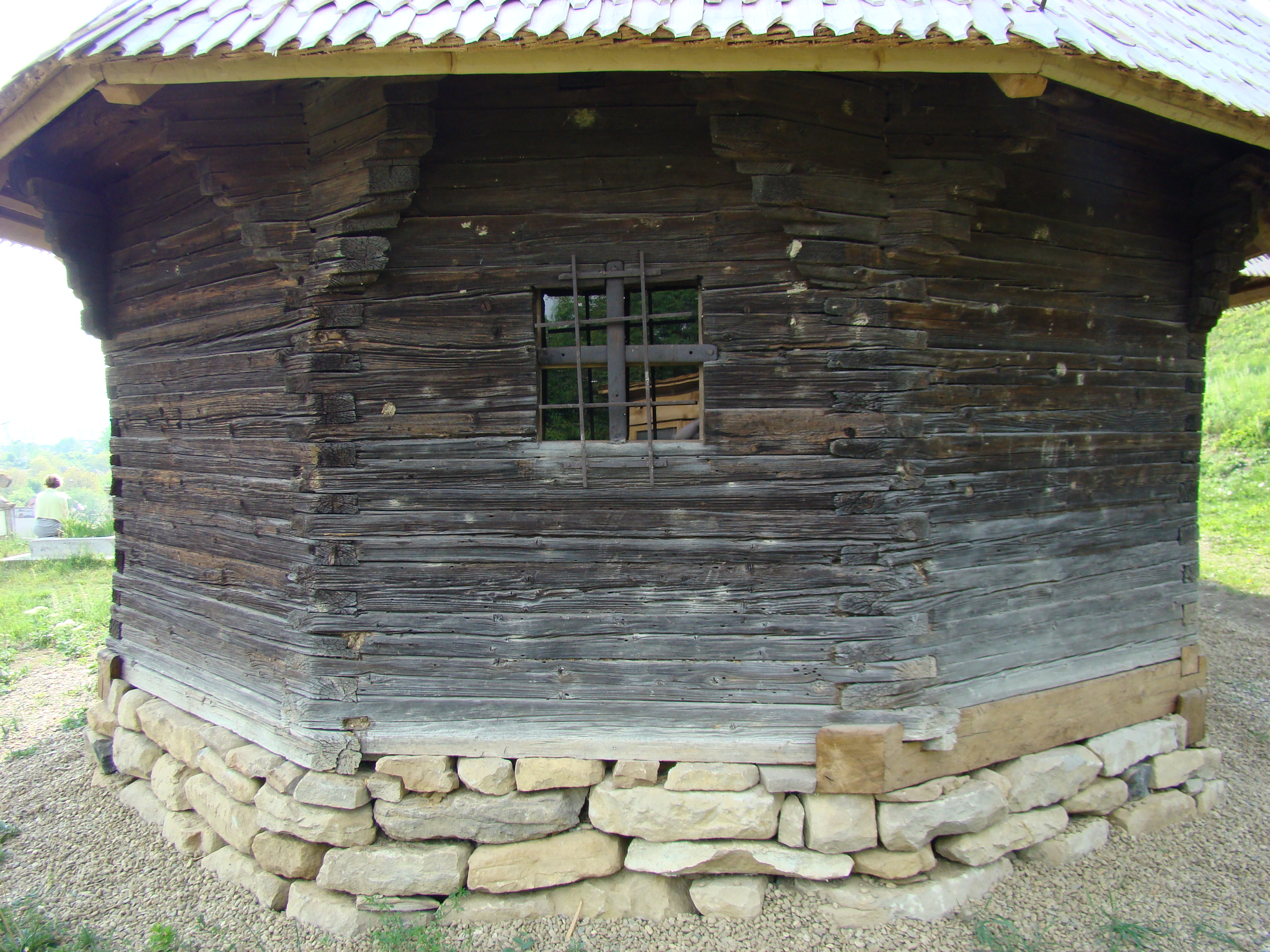
Rumänisch-orthodoxe Holzkirche in Lunca Mureșului
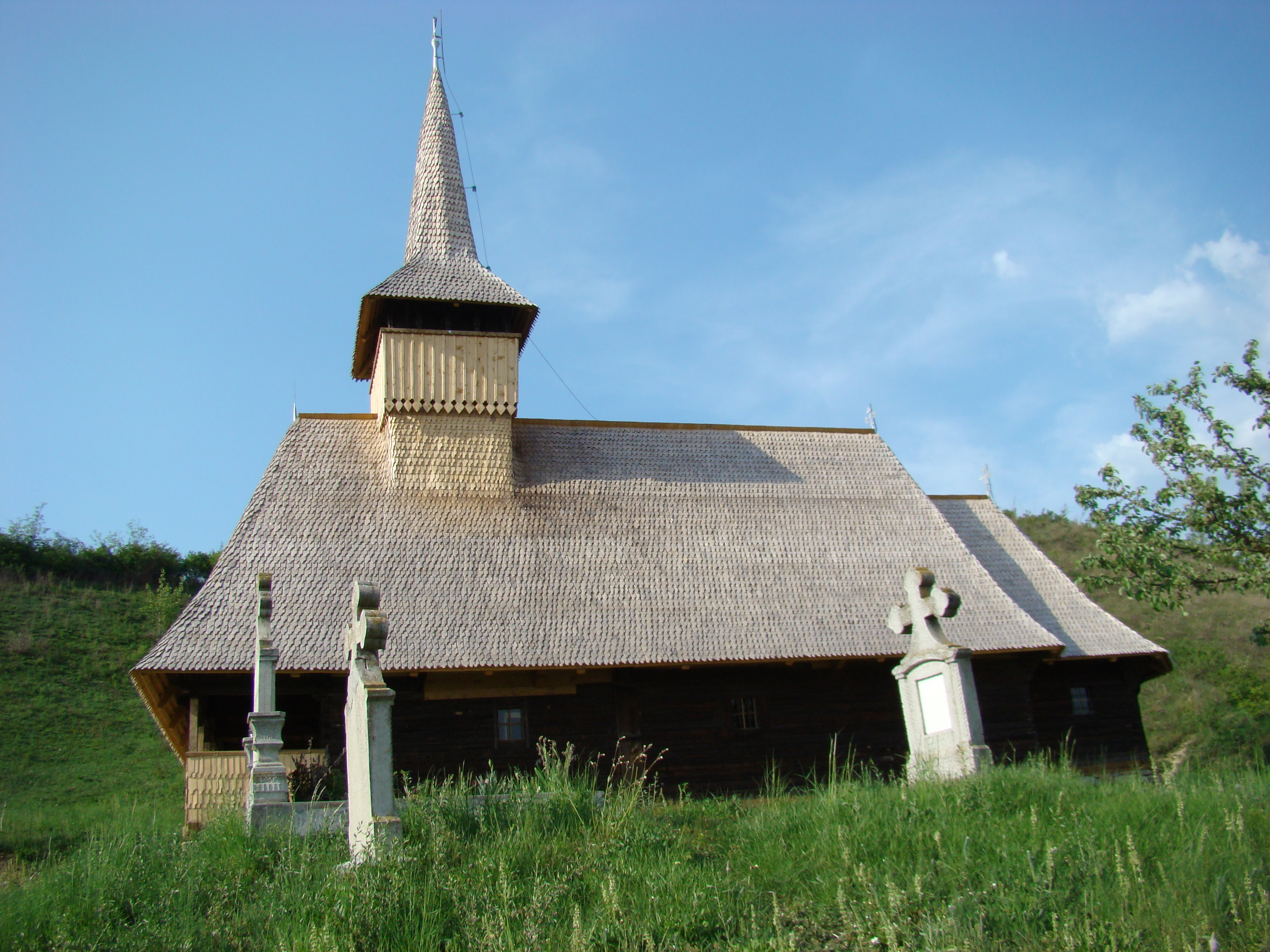
Rumänisch-orthodoxe Holzkirche in Lunca Mureșului
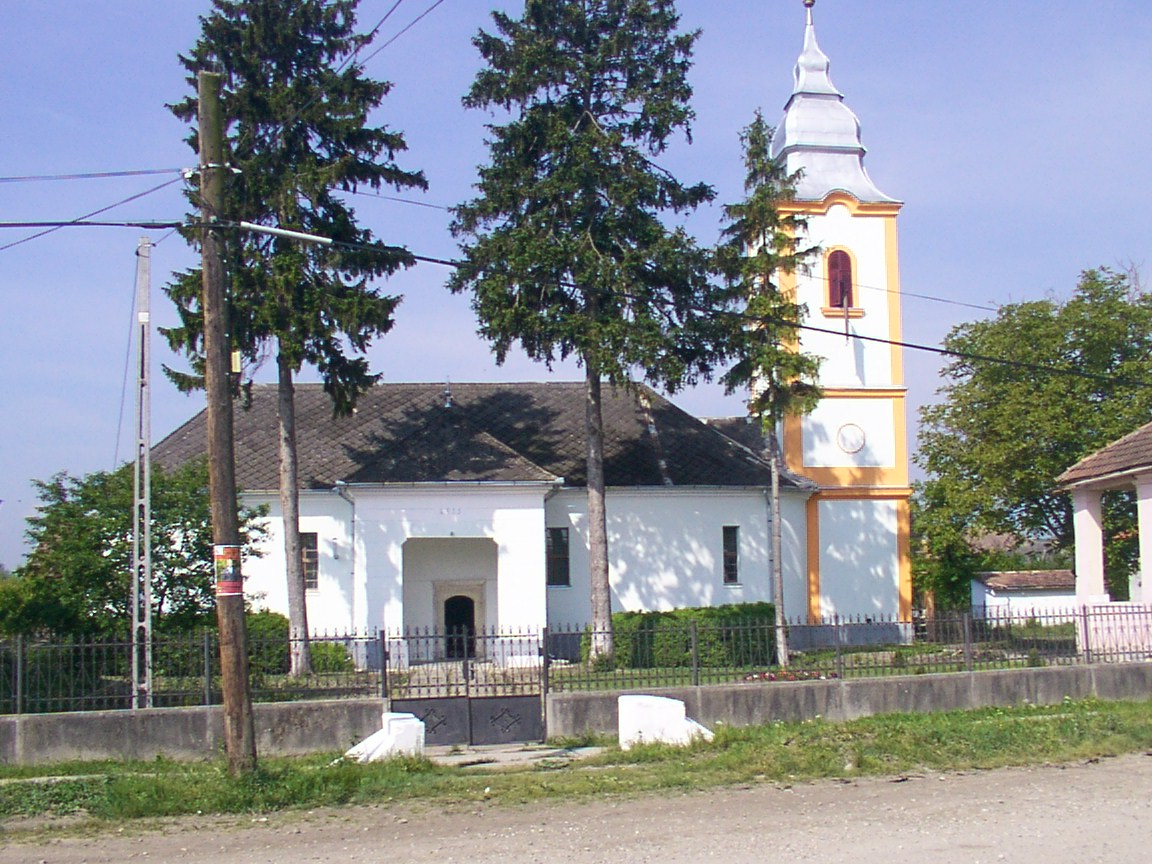
Ungarische reformierte Kirche in Lunca Mureșului